# Ambalajia
Ambalajia est une commune urbaine malgache située dans la partie ouest de la région de Betsiboka.